# Die Produktion des Geldes
Die Produktion des Geldes: Ein Plädoyer wider die Macht der Banken (Originaltitel: The Production of Money: How to Break the Power of Bankers) ist ein Buch der britischen Wirtschaftswissenschaftlerin Ann Pettifor aus dem Jahr 2017. Die deutsche Ausgabe erschien 2018.

## Inhalt
Das Buch besteht aus drei Teilen. Im ersten Teil wird das bestehende System der Geldschöpfung und dessen Krisenanfälligkeit beschrieben. Problematisch am bestehenden System sei demnach „erstens die Möglichkeit, Kredite ohne wirksame Kontrolle und Regulierung zu schaffen, zu bepreisen und zu vergeben und zweitens die Möglichkeit, die globalen Geldflüsse über Grenzen hinweg zu ‚managen‘ – ohne dass regulatorische Instanzen sich darum kümmerten“. Im zweiten Teil wird die fehlende Wirksamkeit bestehender Reformansätze erörtert. So kritisiert die Verfasserin die Forderungen der Vollgeld-Bewegung, das Recht zur Schaffung von Krediten von den Banken an die Zentralbank zu übertragen: Die Macht „auf ein kleines Gremium von Personen an der Spitze einer Zentralbank zu übertragen, wäre nach meinem Dafürhalten ein Schritt auf dem Weg in eine Autokratie“. Im dritten Teil werden neue Lösungsvorschläge aufgezeigt. Sie weist hierbei auf die Lehren John Maynard Keynes’ hin, indem sie ein Ende einer Sparpolitik fordert, „zum Beispiel für sinnvolle, sichere Arbeit; für die Energiewende weg von fossilen Brennstoffen; für die Herausforderungen sehr junger, aber auch alternder Gesellschaften“. Eine Kernforderung Pettifors ist die Beschneidung der Rechte des Finanzsektors mit dem Ziel einer „Wiederherstellung eines gerechten Geldsystems, das den Finanzsektor nicht länger Herr der Wirtschaft sein lässt, sondern wieder in die Rolle des Dieners verweist“.

## Ehrungen
Pettifor wurde für das Buch mit dem Hannah-Arendt-Preis 2018 ausgezeichnet.

## Textausgaben
- Englische Originalausgabe (2017): The Production of Money: How to Break the Power of Bankers. Verso, ISBN 978-1-78663-134-3
- Englische Taschenbuchausgabe (2018): The Production of Money: How to Break the Power of Bankers. Verso, ISBN 978-1-78663-135-0
- Deutsche Ausgabe (2018): Die Produktion des Geldes: Ein Plädoyer wider die Macht der Banken. Hamburger Edition, ISBN 978-3-86854-318-6